# Cercs
Cercs (em catalão e oficialmente) ou Serchs (em castelhano) é um município da Espanha na comarca de Berguedà, província de Barcelona, comunidade autónoma da Catalunha. Tem 46,93 km² de área e em 2021 tinha 1 190 habitantes (densidade: 25,4 hab./km²).

## Demografia
| Variação demográfica do município entre 1991 e 2004[carece de fontes?] | Variação demográfica do município entre 1991 e 2004[carece de fontes?] | Variação demográfica do município entre 1991 e 2004[carece de fontes?] | Variação demográfica do município entre 1991 e 2004[carece de fontes?] |
| ---------------------------------------------------------------------- | ---------------------------------------------------------------------- | ---------------------------------------------------------------------- | ---------------------------------------------------------------------- |
| 1991                                                                   | 1996                                                                   | 2001                                                                   | 2004                                                                   |
| 1665                                                                   | 1496                                                                   | 1371                                                                   | 1338                                                                   |